# Sotekanalen

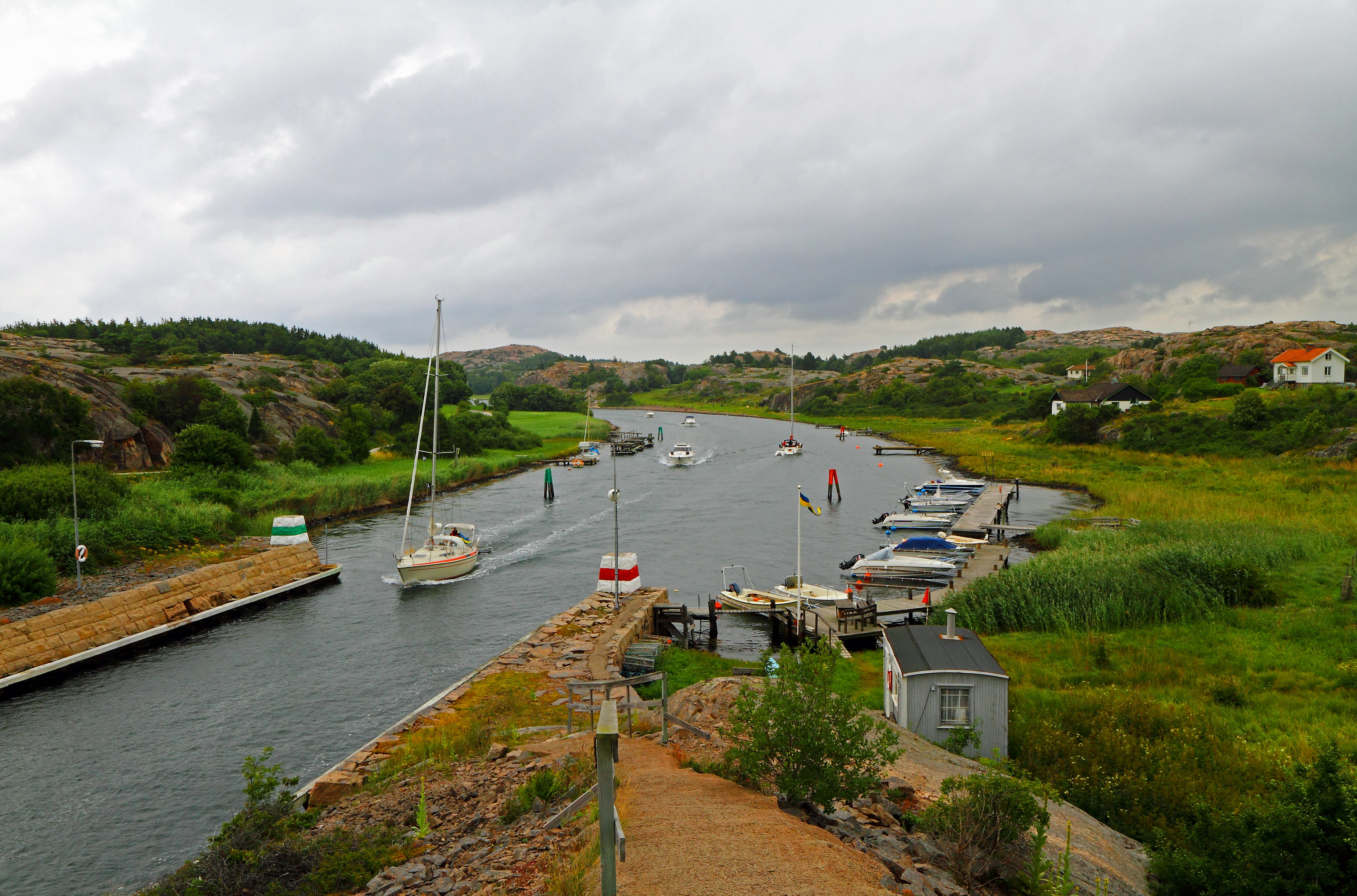
Sotekanalen, juli 2010.

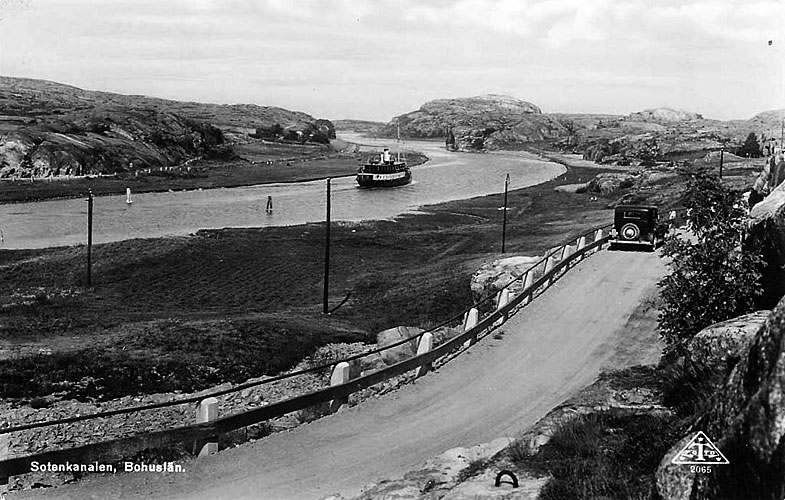
Kanalen på 1930-talet.

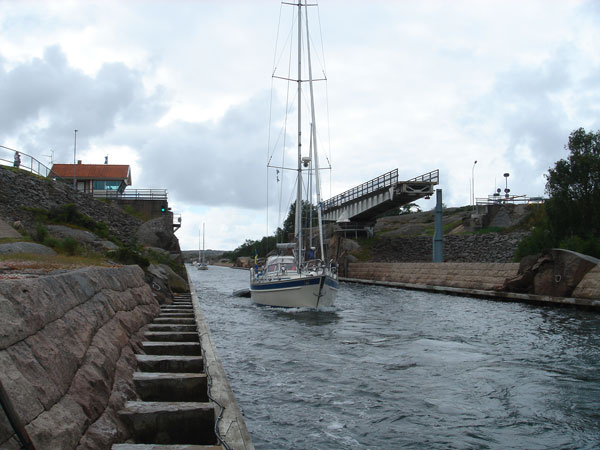
Sotekanalen strax norr om svängbron.

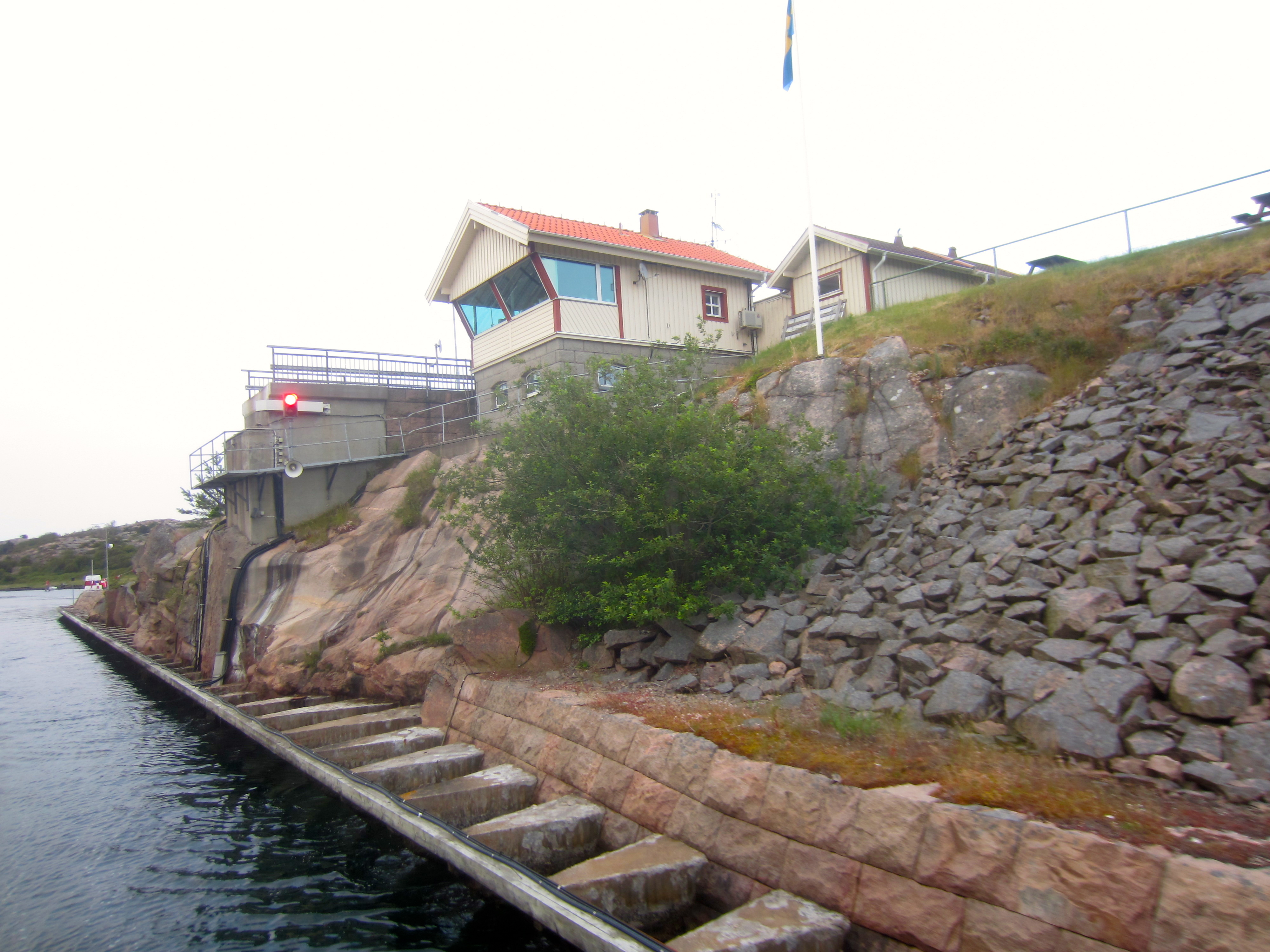
Brovakten vid Sotekanalen.

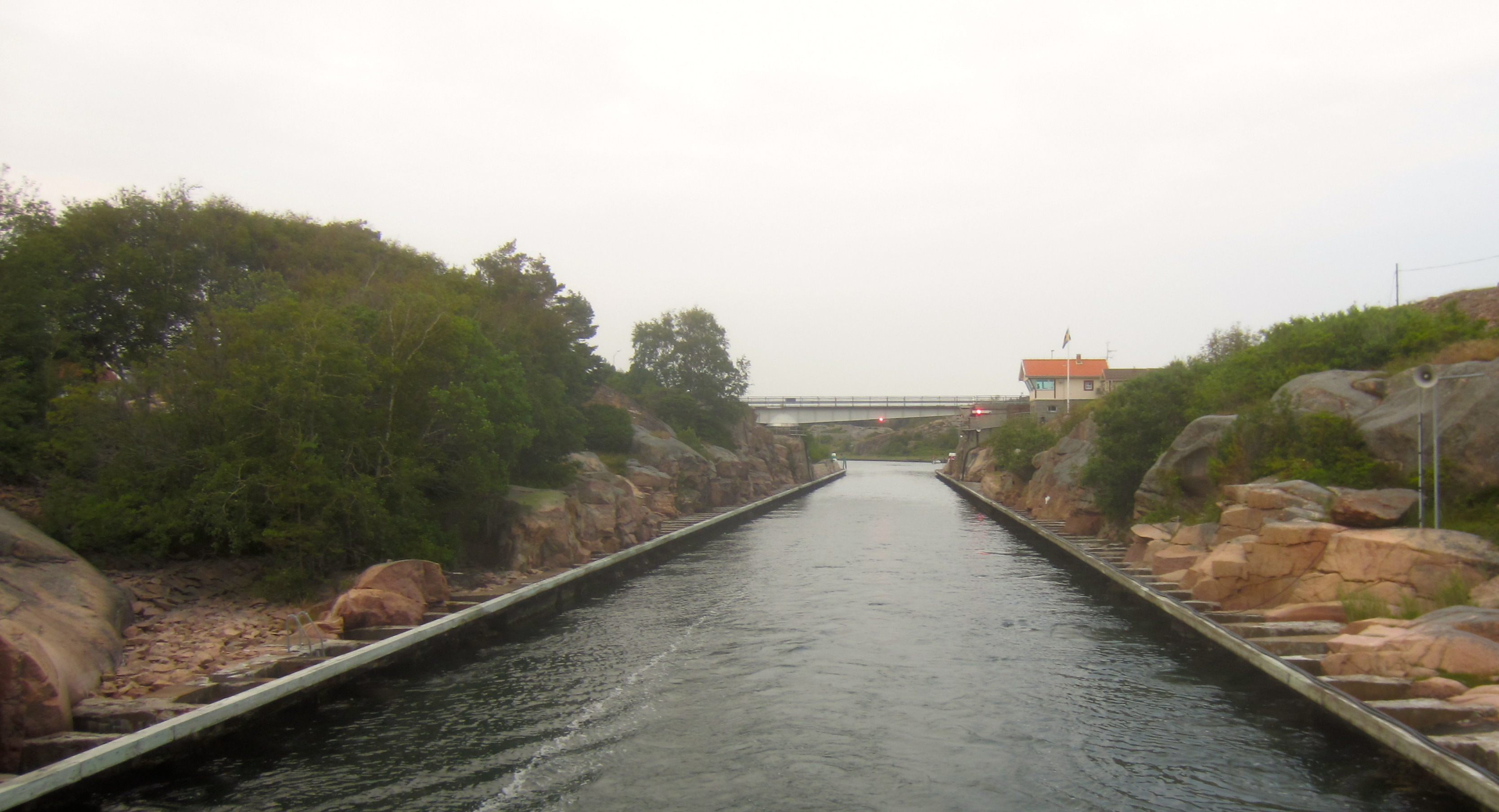
Sotekanalen söder om svängbron.

Sotekanalen, (eller Sote kanal) är en grävd och sprängd kanal, som ligger innanför halvön Ramsvikslandet, längst i väster på Sotenäset i Sotenäs kommun i Bohuslän. Ramsvikslandet är en del av Sotenäset och var en halvö fram till 1930-talet, då den delvis sprängda och grävda Sotekanalen anlades. En svängbro förbinder idag ön med fastlandet. Kanalen är en uppskattad inomskärsled för fritidsbåtar.

## Bakgrund
Ramsvikslandet separerades från fastlandet då Sotekanalen anlades, nu nås ön via en svängbro på den allmänna vägen. Kanalen anlades för att skapa en skyddad led innanför den mycket olycksdrabbade Sotefjorden. 
Tankarna på en kanal innanför Soten väcktes redan i slutet av 1800-talet. Riksdagen tog beslut om att bygga kanalen år 1913, men utredningsarbetet drog ut på tiden. Arbetet med att anlägga kanalen startade som ett AK-arbete först år 1931, och var då bland annat ett led i ansträngningarna att minska arbetslösheten bland stenhuggare efter kraschen inom stenindustrin.
Kanalen invigdes måndag den 15 juli 1935 av dåvarande kronprins Gustaf Adolf.
Ångbåten "Soten" gick genom Sotekanalen och upp till Bovallstrand. Turen upphörde på 1970-talet.

## Kanalfakta
Djup: 4,5 meter
Bredd i berg: 15,0 meter
Fri höjd under bro: 5,7 meter 
Total kanallängd: 4 800 meter.
Antal dagsverken för byggnation: 212 000
Antal passerande båtar per år: cirka 50 000.